# Wereldkampioenschap schaatsen allround 1926
Het Wereldkampioenschap schaatsen allround 1926 werd op 20 en 21 februari in het Øen Stadion te Trondheim gehouden.
Titelverdediger was de afwezige Clas Thunberg, die in het Bislett Stadion in Oslo wereldkampioen was geworden. Ivar Ballangrud won zijn eerste titel.

## Eindklassement
| Rang   | Schaatser           | Land       | Punten  | 500m      | 5000m        | 1500m       | 10.000m      |
| ------ | ------------------- | ---------- | ------- | --------- | ------------ | ----------- | ------------ |
| Goud   | Ivar Ballangrud     | Noorwegen  | 380.660 | 46,4 (4)  | 8.42,7 (1)   | 2.25,4 (1)  | 18.09,1 (1)  |
| Zilver | Roald Larsen        | Noorwegen  | 378.100 | 44,7 (1)  | 8.57,8 (6)   | 2.28,3 (2)  | 18.27,0 (4)  |
| Brons  | Bernt Evensen       | Noorwegen  | 374.350 | 46,0 (3)  | 8.57,1 (4)   | 2.28,7 (3)  | 18.37,4 (7)  |
| 4      | Sigurd Moen         | Noorwegen  | 372.870 | 47,3 (6)  | 8.54,3 (2)   | 2.28,8 (4)  | 18.29,3 (5)  |
| 5      | Sverre Aune         | Noorwegen  | 370.690 | 48,0 (11) | 8.54,3 (2)   | 2.31,8 (8)  | 18.17,9 (2)  |
| 6      | Asbjørn Steffensen  | Noorwegen  | 370.030 | 47,3 (6)  | 9.00,1 (9)   | 2.30,2 (5)  | 18.40,8 (8)  |
| 7      | Ragnvald Olsen      | Noorwegen  | 367.060 | 47,5 (9)  | 8.59,0 (8)   | 2.31,7 (7)  | 19.03,8 (12) |
| 8      | Harald Strøm        | Noorwegen  | 366.810 | 47,3 (6)  | 9.05,1 (11)  | 2.33,3 (9)  | 18.47,0 (11) |
| 9      | Osman Dieseth       | Noorwegen  | 366.370 | 47,9 (10) | 9.01,5 (10)  | 2.33,8 (11) | 18.42,3 (9)  |
| 10     | Armand Carlsen      | Noorwegen  | 365.590 | 49,8 (14) | 8.57,6 (5)   | 2.33,8 (11) | 18.18,7 (3)  |
| 12     | Gustaf Andersson    | Zweden     | 364.630 | 48,3 (12) | 9.06,2 (12)  | 2.34,0 (13) | 18.43,2 (10) |
| 11     | Carsten Christensen | Noorwegen  | 364.540 | 46,7 (5)  | 9.23,2 (14)  | 2.30,3 (6)  | 19.15,1 (13) |
| 13     | Otto Polacsek       | Oostenrijk | 362.930 | 49,8 (14) | 8.58,2 (7)   | 2.35,8 (14) | 18.35,3 (6)  |
| 14     | Odd Pettersen       | Noorwegen  | 351.100 | 50,1 (16) | 9.27,8 (15)  | 2.41,2 (16) | 19.17,9 (14) |
| NS4    | Oskar Olsen         | Noorwegen  | 276.080 | 45,9 (2)  | 9.10,8 (13)  | 2.33,4 (10) | NS           |
| NS4    | Paul Nielsen        | Noorwegen  | 262.350 | 49,0 (13) | 9.44,1* (16) | 2.37,8 (15) | NS           |

 * = met val
 NC = niet gekwalificeerd
 NF = niet gefinisht
 NS = niet gestart
 DQ = gediskwalificeerd

## Punten
De punten werden dit toernooi berekend aan de hand van het huidige wereldrecord op de desbetreffende afstanden.
Het wereldrecord was op de 500 meter 43,4 (Oscar Mathisen), op de 1500 meter 2.17,4(Oscar Mathisen), op de 5000 meter 8.26,5 (Harald Strøm) en op de 10.000 meter 17.22,6(Oscar Mathisen).
rekenvoorbeeld:
```
        Otto Polacsek                     Bernt Evensen
500m:    (43,4/49.8)*100     =  87.1485    (43,4/46.0)*100     =  94.3478
5000m:   (506,5/538.2)*100   =  94.1099    (506.5/537.1)*100   =  94.3027
1500m:   (137,4/155.8)*100   =  88.1899    (137.4/148.7)*100   =  92.4008
10.000m: (1042,6/1115.3)*100 =  93.4815    (1042.6/1117.4)*100 =  93.3058
Totaal:                      = 362.9298                        = 374.3571
Het resultaat werd vervolgens afgerond op duizendsten en afgekapt op honderdsten.
Het gebruikte resultaat was respectievelijk 362.93 en 374.35

```